# Manuel Fernández Silvestre

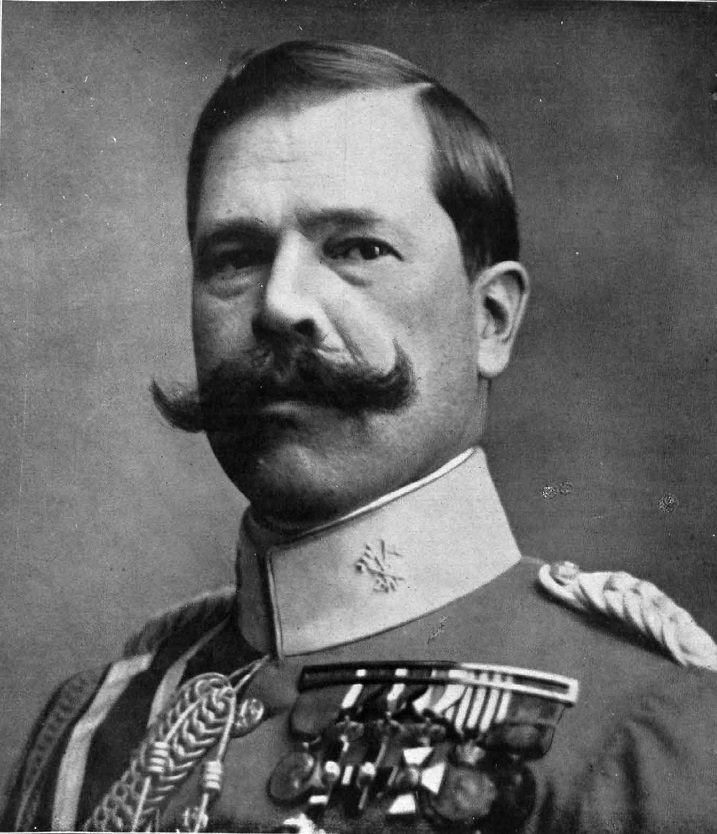
Manuel Fernández Silvestre (1919)

Manuel Fernández Silvestre (* 16. Dezember 1871 in El Caney (Kuba); † 22. Juli 1921 in Annual (Marokko)) war ein spanischer General, der zuletzt Befehlshaber der spanischen Truppen im Rifkrieg (zweiter Marokkanischer Krieg) in Spanisch-Marokko war. Er fiel 1921 in der Schlacht von Annual, die allgemein als Desaster von Annual bezeichnet wird, eine der größten militärischen Niederlagen Spaniens.

## Leben
Silvestre wird als charismatische Person beschrieben, er galt als mutig und verwegen – aber auch als impulsiv. Silvestre wuchs in Kuba auf und schon seine Mutter war dort geboren, sein Vater war ein spanischer Artillerie-Leutnant. 1889 verließ Silvestre Kuba, um in Toledo (Spanien) die Militärakademie der Kavallerie zu absolvieren. Nach seiner Ausbildung zum Leutnant kehrte Silvestre 1893 nach Kuba zurück, um bei den wiederaufflammenden kubanischen Unabhängigkeitsbestrebungen gegen die Mambises (Guerilla) zu kämpfen. Er diente im 17. Kavallerieregiment Tetuán und wurde in zwei Jahren bei insgesamt 32 Gefechten 18 Mal verwundet. Nachdem er zum Hauptmann befördert worden war, erkrankte Silvestre an Malaria und musste 1897 nach Spanien zurückkehren. Ein Jahr später erfolgte seine Beförderung zum Kommandanten.

### Spanisch-Marokko
1904 wurde er nach Melilla entsandt, wo es im Hinterland immer wieder zu Unruhen mit aufständischen Rifkabylen gekommen war. Silvestre war abwechslungsweise Kommandeur in Casablanca, Larache, Ceuta und erneut in Melilla. Er lernte im Selbststudium Arabisch und erwarb 1908 sogar einen Abschluss als Dolmetscher. Silvestre kannte den spanischen König Alfons XIII., der ihn sehr schätzte und 1915 auf das spanische Festland holte. Er machte ihn zunächst zu seinem Flügeladjutanten und drei Jahre später zum General.
Anfang 1920 kam Silvestre wieder nach Spanisch-Marokko und wurde zum Generalkommandeur von Melilla sowie Ceuta ernannt. Dort stand er unter dem Kommando von General Dámaso Berenguer Fusté (spanischer Hochkommissar in Marokko). Beide Männer waren auf Kuba geboren und kannten sich gut. Berenguer war nur knapp zwei Jahre jünger und ihre militärischen Karrieren waren fast parallel verlaufen.

### Rifkrieg
Silvestres Auftrag war es, die Rif-Region zu befrieden. Die aufständischen Rifkabylen standen unter dem Kommando von Abd al-Karim, dieser hatte zuvor für das spanische Büro für Eingeborenenfragen in Melilla gearbeitet und Silvestre kannte ihn persönlich. Spanien wollte sein Kolonialgebiet (Protektorat) im Norden Marokkos unter Kontrolle bringen und auch Frankreich, mit seinem Protektorat im Süden (Französisch-Marokko), drängte darauf. Die beiden Länder hatten sich Marokko aufgeteilt (Vertrag von Fès bzw. französisch-spanischer Vertrag 1912). So kam es, dass Silvestre 1920 von Melilla aus in südlichem Bogen nach Westen in die Rif-Region vorstieß. Als ausgebildeter Kavallerieoffizier rückte er mit seinen Truppen in gewohnter Manier rasch vor. Die Militäroffensive verlief ohne nennenswerte Gegenwehr und Silvestre gelangen anfangs beträchtliche Gebietsgewinne, aber danach war die Konsolidierung der Front ungenügend. Letztlich hatte Silvestre zu wenig Ressourcen zur Verfügung, die Front war stark überdehnt und der Nachschub nicht gesichert.
Der Wendepunkt sollte die Schlacht von Annual am 22. Juli 1921 werden, als Silvestres militärische Errungenschaften in nur 20 Tagen wie ein Kartenhaus in sich zusammenfallen würden und über 13.000 seiner Männer umkommen. Er erlebte es nicht mehr, an diesem Tag feuerte er auf dem Kommandoposten in Annual seine letzte Revolverkugel ab und ist gefallen. Die genauen Todesumstände konnten nie geklärt werden, Silvestres Leiche wurde nicht geborgen und blieb verschollen.
In einem Untersuchungsbericht (Expediente Picasso, 1922) wurden Silvestre grobe taktische Fehler und Leichtsinn (temeridad) vorgeworfen. Zudem deckte der Bericht eine weit verbreitete, systematische Korruption im Nordafrika-Korps der spanischen Armee auf. Auf Grundlage dieses Berichts wurden 39 hohe Offiziere angeklagt. Darunter befand sich auch Berenguer, der wegen grober Pflichtverletzung verurteilt wurde (negligencia).

### Annual – Analyse
Im Zusammenhang mit dem Desaster von Annual wird Silvestre jeweils die Hauptschuld angelastet. Die Fakten sprechen dafür, trotzdem gilt es zu bedenken, dass Silvestre Teil eines ganzen (maroden) Systems war. Es gab noch andere Entscheidungsträger und Kontrollinstanzen, die versagt hatten (Berenguer, Kriegsministerium, Politik). Dazu mischte sich  Erfolgsdruck und Missmut, denn in Spanien war man noch traumatisiert vom Verlust der Kolonien in Übersee 1898 (Kuba, Puerto Rico, Philippinen und Guam). Aber auch Frankreich hatte gedrängt sowie der spanische König, mit dem Silvestre eng befreundet war und den er nicht enttäuschen wollte. Die spanische Infanterie war nicht vorbereitet für diese Art von Einsatz und nicht kampferprobt, mit Ausnahme weniger Einheiten (Regulares). Die meisten Soldaten absolvierten ihren 3-jährigen Pflichtwehrdienst, waren schlecht ausgebildet und noch schlechter ausgerüstet. Die Flugzeuge der Luftwaffe waren veraltet und das Waffenarsenal aus Restbeständen vergangener Kriege beschafft worden; ausgedient, ungenügend gewartet und teilweise unbrauchbar. Angesichts dieser gravierenden Mängel und der knappen Ressourcen wogen die strategischen Fehler noch schwerer. Der entscheidende Fehler war aber wohl, Abd al-Karim und seine Rif-Kämpfer unterschätzt zu haben. Silvestre und tausende seiner Männer mussten dafür mit ihrem Leben bezahlen.